# Donatas Vencevičius
Donatas Vencevičius (Alytus, 28 novembre 1973) è un allenatore di calcio ed ex calciatore lituano, di ruolo centrocampista.

## Carriera

### Giocatore

#### Club
Vencevičius cominciò la carriera con la maglia dello Žalgiris Vilnius, per poi passare ai polacchi del Polonia Varsavia. Vestì poi la casacca dei danesi dello Copenaghen e in seguito quella dei norvegesi dello Start.
Esordì nella Tippeligaen il 14 aprile 2002, quando fu titolare nel pareggio per 1-1 contro lo Stabæk. Il 29 maggio segnò la prima rete in squadra, nel primo turno della Norgesmesterskapet, contribuendo al successo per 1-3 sullo FK Arendal.
Tornò poi in patria, per militare nelle file del Vilnius. Giocò poi per i maltesi del Marsaxlokk e ancora nel Vilnius. Si trasferì allora agli svedesi del GIF Sundsvall. Debuttò nella Allsvenskan l'11 aprile 2005, nel successo per 3-1 sull'Elfsborg. Nel 2006 passò al Vėtra, dove chiuse la carriera.

#### Nazionale
Vencevičius conta 33 presenze e 2 reti per la Lituania.

### Allenatore
Nel 2007 diventò allenatore del Vėtra, per ricoprire poi questo incarico nello OKS 1945 Olsztyn. Fu poi tecnico del Sūduva e, dal 2011, è l'allenatore del Wigry Suwałki.

## Palmarès

### Giocatore

#### Club

##### Competizioni nazionali
- Campionato lituano: 1

Žalgiris Vilnius: 1991-1992
- Coppa di Lituania: 3

Žalgiris Vilnius: 1991, 1992-1993, 1993-1994
- Campionato danese: 1

Copenaghen: 2000-2001
- Coppa di Malta: 1

Marsaxlokk: 2003-2004